# 郵資機

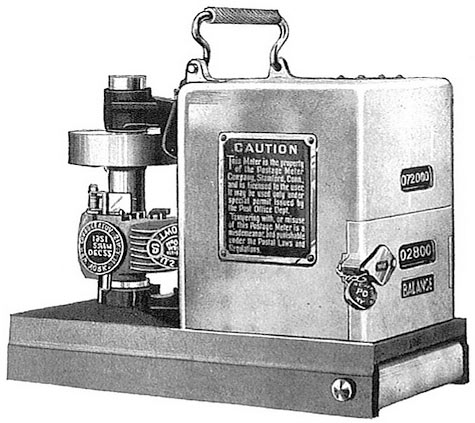
1920年必能宝公司的Model M邮资机

邮资机或邮资盖印机（英語：postage meter 或 franking machine）是一种为邮寄物品打印邮资（或邮资免付）符志的机械设备，受各国邮政部门管理。邮资机可打印一定数额的邮资，合邮资戳记、盖销戳记和日期戳记于一体。邮资机符志可作为付款凭证，而无需粘贴邮票。

## 历史

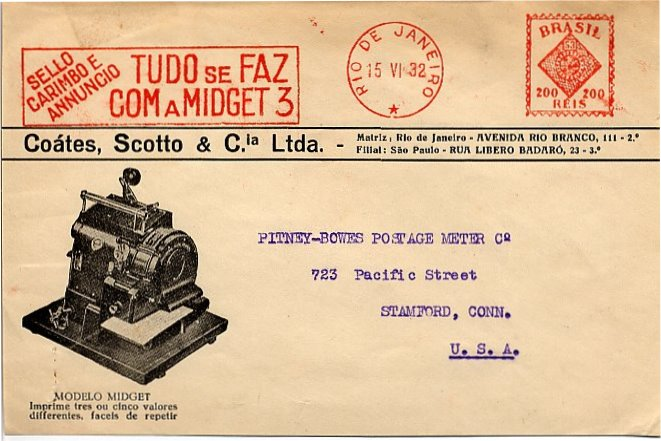
图为1932年巴西寄给必能宝公司的信封上的早期邮资机

自 1840 年发行粘性邮票以来，邮政官员一直关心邮票的安全问题，以防止邮票被盗，以及如何及时处理邮件。其中一种解决方案是19世纪80年代推出的贴票机。
关于邮资机的最早记录是法国人 Carle Bushe 在 1884 年获得的一项英国专利，他发明了一种可以在信封上打印邮票并通过计数装置记录邮资的设备。然而，布什的装置并未存在过，这个想法也没有得到实施。据了解，第一台投入使用的邮资机是由 Charles A. Kahrs 发明的投币式机器。该机器于 1900 年 8 月 24 日安装在挪威克里斯蒂安娜的邮政总局大厅，但在同年12月被搬走。

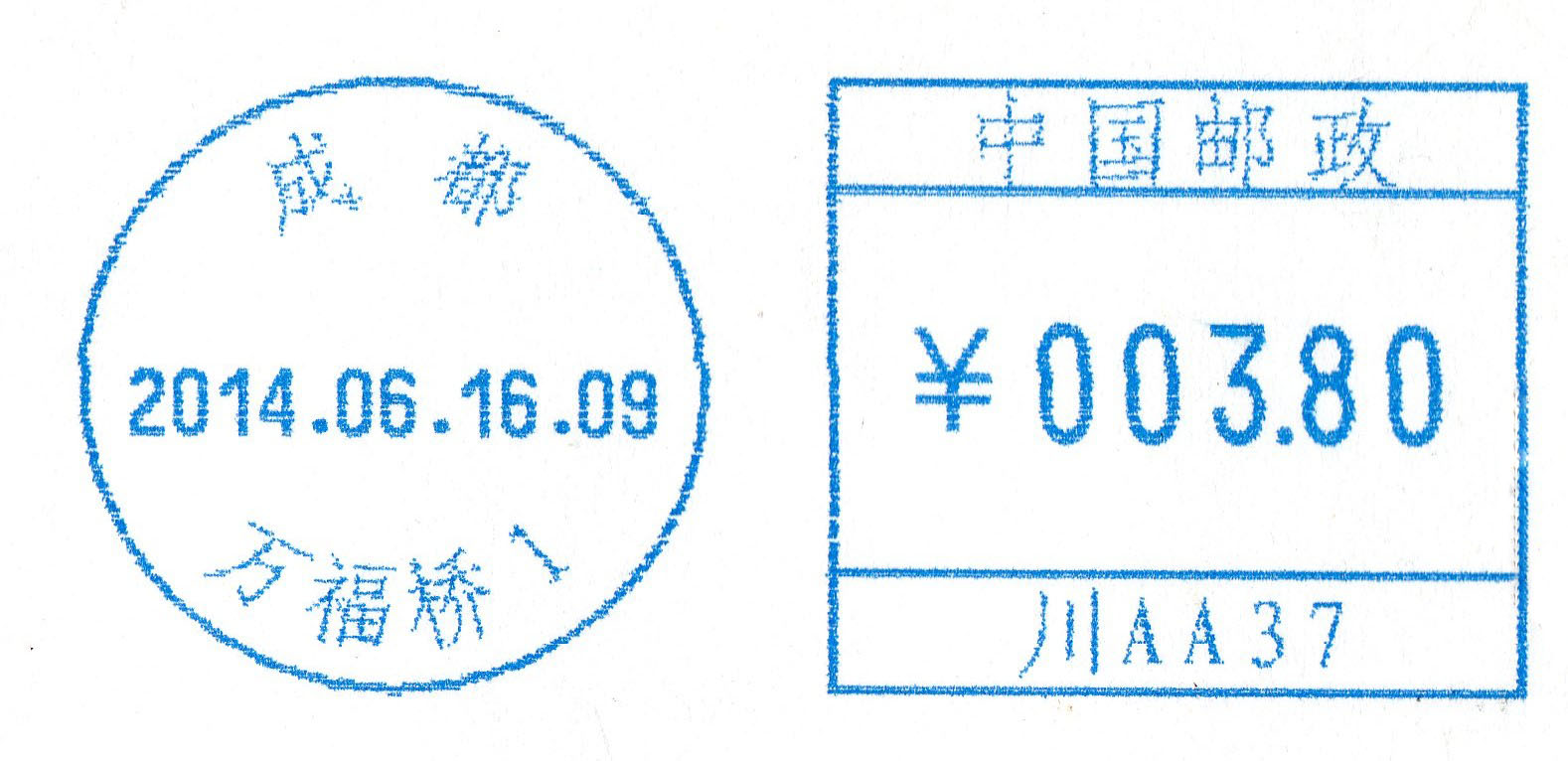
中国邮政的邮资机打印的邮资机戳（2014年，于成都万福桥）

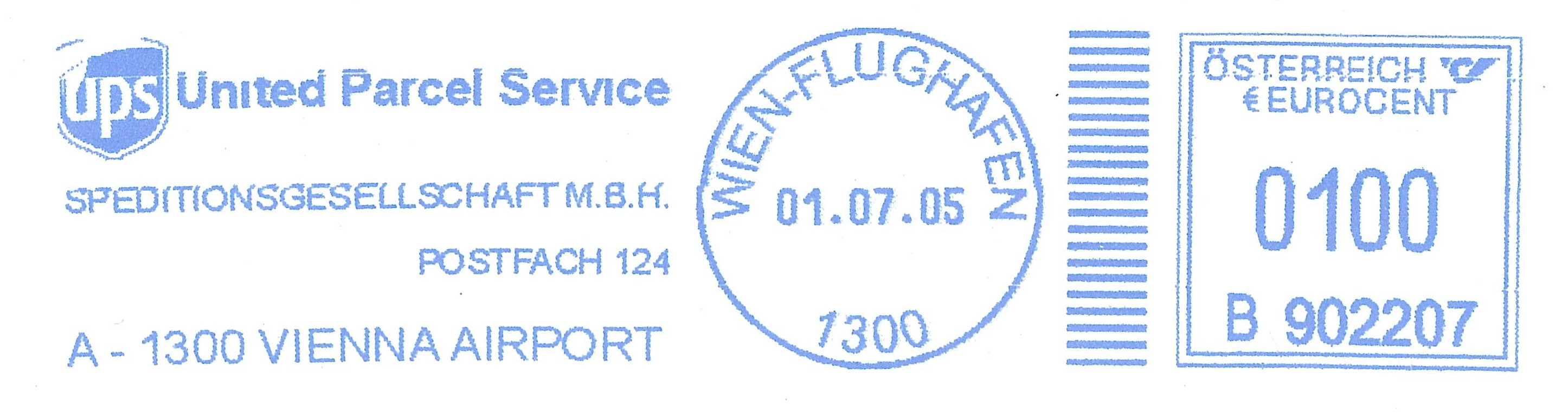
奥地利现代邮资机打印的邮资机戳（2005年，于维也纳机场）

## 另请参见
- 邮资机符志